# Pámelníková
Pámelníková je ulice v katastrálním území Hloubětín na Praze 9. Začíná na jednosměrné spojce z ulice Českobrodské na Průmyslovou a má slepé zakončení. Má přibližný západovýchodní směr.
Ulice byla pojmenována v roce 1998. Nazvána byla podle pámelníku (Symphoricarpos), keře z čeledi zimolezovitých. Název ulice patří do velké skupiny hloubětínských ulic pojmenovaných podle stromů, keřů a jejich plodů. Do stejné skupiny patří např. Švestková, Smrková, Jasanová nebo Třešňová.
Na jižní straně zástavbu tvoří přízemní a jednopatrové rodinné domy a rekreační objekty se zahradami, na severní straně je zeleň a pole. Část ulice má povrch z panelů, část má charakter polní cesty (stav 2018).